# Changement de nom en droit français
En droit français, le changement de nom a commencé à être codifié par l'État à partir de la Révolution. Les règles et les procédures de changement de nom et de prénom (articles 60 à 61-4 du Code Civil) ont été simplifiées par la loi du 18 novembre 2016 « de modernisation de la justice du XXIe siècle » applicable au 20 novembre 2016.

## Historique
La professeur émérite en histoire du droit, agrégée de droit romain Anne Lefebvre-Teillard a démontré qu’en France le pouvoir royal a cherché, à partir de la seconde moitié du XVIe siècle, à s’affirmer peu à peu comme seul dépositaire du droit d’autoriser à changer de nom, sans y parvenir tout à fait : le plus ancien changement de nom  par l'autorité du roi date de 1422. Henri II, par un édit donné à Amboise le 26 mars 1555 (révoqué par une ordonnance du 17 août 1556) « fait défense à toutes personnes de changer leurs noms et armes sans avoir obtenu des lettres de dispense et permission, à peine de 1 000 livres d'amende, d'être punis, comme faussaires et privés de tout degré et privilège de noblesse,. »
La Convention, pendant la Convention montagnarde, renverse temporairement ce mouvement par le décret du 24 brumaire an II (14 novembre 1793), « relatif à la faculté qu’ont tous les citoyens de se nommer comme il leur plaît, en se conformant aux formalités prescrites par la loi » : « Le décret du 24 brumaire an II donnait à chaque citoyen la possibilité de changer de nom sur simple déclaration à la municipalité ».
La Convention thermidorienne, par le décret du 6 fructidor an II (23 août 1794), « portant qu’aucun citoyen ne pourra porter de nom ni de prénom autres que ceux exprimés dans son acte de naissance », abroge cette liberté et affirme l’autorité de l’État en la matière :

« Article I — Aucun citoyen ne pourra porter ni de nom ni de prénom autres que ceux exprimés dans son acte de naissance : ceux qui les auraient quittés seront tenus de les reprendre. »

— Guillaume 2006
Ce décret fut tempéré par la loi du 11 germinal an XI (1er avril 1803) « relative aux Prénoms et changemens de Noms » qui prévoit une procédure dérogatoire de changement de nom,. Le rapporteur de la loi, André-François Miot, en expose les motifs :

« Citoyens législateurs, le projet de loi que le Gouvernement m’a chargé de vous présenter, n’est devenu nécessaire que par une suite de la variation et de l’incertitude de la législation pendant la révolution, sur un des points les plus essentiels de l’ordre public. Des idées de liberté exagérée sur les facultés que chaque personne pouvoit avoir d’adopter ou de rejeter au gré du caprice ou de la fantaisie, le nom qui doit ou la désigner individuellement, ou déterminer la famille à laquelle elle tient, ont introduit une confusion et de graves inconvéniens qui doivent nécessairement fixer l’attention du législateur ; il ne peut surtout laisser échapper le moment où il règle, par un Code civil, les droits et les rapports de tous les membres de la société, sans fixer en même temps, d’une manière invariable, les principes d’après lesquels ils doivent se distinguer les uns des autres. […]
On ne s’en tint même pas à ce point, et chacun, étendant le principe à son gré, crut pouvoir non seulement imposer à ses enfans un nom selon sa volonté, mais encore en changer lui-même par une simple déclaration faite devant sa municipalité, et souvent dans une assemblée populaire. La Convention nationale consacra même cet étrange principe par un décret du 24 brumaire an II […]
qui peut mieux que le Gouvernement juger de la validité des motifs sur lesquels la demande de ce changement est appuyée ? Qui peut prononcer, si ce n’est lui, qui, placé au sommet de l’administration, est seul à portée de s’éclairer, et de décider entre une demande raisonnable et un caprice ? »

— Sirey 1822, 3, p. 120-125
Le Conseil d’État, dans son avis du 13 nivôse an X (3 janvier 1802), affirmait déjà la nécessité d’encadrer strictement les changements de nom :

« les principes sur lesquels repose l’état des hommes s’opposent à toute rectification des registres qui n’est pas le résultat d’un jugement provoqué par les parties intéressées à demander ou à contredire la rectification ; que ces principes ont toujours été respectés comme la plus ferme garantie de l’ordre social ; qu’ils ont été solennellement proclamés par l’ordonnance de 1667, qui a abrogé les enquêtes d’examen à futur ; qu’ils viennent d’être encore consacrés dans le projet de la troisième loi du Code civil ; qu’on ne pourrait y déroger sans porter le trouble dans les familles, et préjudicier à des droits acquis »

— Barrot 1839, p. 201
Ainsi, si le nom a pu être affirmé comme immuable, la loi admettait un changement de nom dans les conditions strictes qu’elle avait fixées. Mais ces conditions ont été grandement facilitées par la loi du 18 novembre 2016 de modernisation de la justice du XXIe siècle, qui, par son article 56.I modifiant l’article 60 du Code civil, prévoit le changement de prénom par simple déclaration devant un officier d’état civil en mairie, comparable en cela (au moins pour le prénom) au décret du 24 brumaire an II :
« Toute personne peut demander à l’officier de l’état civil à changer de prénom. La demande est remise à l’officier de l’état civil du lieu de résidence ou du lieu où l’acte de naissance a été dressé. S’il s’agit d’un mineur ou d’un majeur en tutelle, la demande est remise par son représentant légal. L’adjonction, la suppression ou la modification de l’ordre des prénoms peut également être demandée. »
— Article 60 du Code civil

## Changement de prénom
Toute personne qui justifie d'un intérêt légitime peut demander à changer de prénom(s) auprès de l'officier de l'état civil du lieu de résidence ou du lieu où l'acte de naissance a été dressé. L'adjonction, la suppression ou la modification de l'ordre des prénoms peut également être demandée.
S'il estime que la demande ne revêt pas un intérêt légitime, l'officier de l'état civil saisit le procureur de la République. Si le procureur de la République s'oppose à ce changement, le demandeur peut saisir le juge aux affaires familiales pour une demande de changement judiciaire de prénom (article 60 du Code civil).

## Changement de nom de famille
Toute personne qui justifie d'un intérêt légitime peut demander à changer de nom de famille. La demande de changement de nom peut avoir pour objet d'éviter l'extinction du nom porté par un ascendant ou un collatéral du demandeur jusqu'au quatrième degré (l'article 61 du Code civil).
Dans cette dernière version de l'article 61 du Code civil, le législateur n'a pas défini ni limité la notion d'« intérêt légitime ». Il existe de nombreuses situations qui entrent dans le champ d’application de cet article : demande de changement de nom pour des motifs d’ordre personnel ; demande d’harmonisation du nom pour tous les membres d’une même famille ; demande d’obtention du nom d’un parent de préférence ; demande de reconnaissance de la possession d’état du nom de famille porté pendant plusieurs années de manière constante et prolongée ; demande d’obtention du nom d’usage ; demande relative à des circonstances exceptionnelles, francisation, etc.
La demande est instruite par le Service du Sceau du ministère de la justice. La procédure nécessite une publication au Journal officiel et dans un journal d'annonces légales. Un tiers peut s'opposer au changement de nom s'il donne des raisons précises (protection de son propre nom de famille par exemple). Si la demande est acceptée, un décret du ministre de la justice portant changement de nom est publié au Journal officiel.
Le refus éventuel doit être motivé par l’absence d’« intérêt légitime » au sens de l’article 61 du Code civil ou contraire aux droits des tiers à voir protéger leur nom de famille. Le 5 décembre 2013, la CEDH a jugé que le défaut de preuve de l'intérêt légitime ne suffit pas à justifier un refus de changement de nom et constituait une violation du droit à la vie privée au titre de l'article 8 de la Convention européenne des droits de l'homme.
Certaines personnes peuvent également changer de nom en faisant une requête au Procureur de la République. La requête est déposée au greffe, la copie en est affichée pendant trois mois dans l'auditoire du tribunal, ainsi qu'à la mairie du domicile du demandeur à la diligence des procureurs de la République. Certaines demandes sont autorisées par requête comme par exemple le désir d'éviter l'extinction d'un nom dont un porteur se serait distingué. Par exemple, le nom des "citoyens morts pour la patrie" doit pouvoir être perpétué. Ainsi, la loi du 2 juillet 1923 admet que par exemple si le dernier représentant masculin d'une famille, dans l'ordre de la descendance est mort dans le cadre d'une opération militaire sans postérité, le droit de relever son patronyme revient au plus proche de ses successibles. La personne peut demander à rajouter le nom en question au sien ou exceptionnellement le substituer au sien.
La procédure administrative actuelle de changement de nom est issue de la loi du 8 janvier 1993.
Chaque année environ 1000 autorisations sont accordées par décret. Les délais de la procédure sont variables, de quelques mois à plusieurs années avec une moyenne d'environ 3 ans.
Depuis le 1er juillet 2022 une personne majeure peut choisir de porter le nom de sa mère, de son père ou les deux par une simple démarche à l'aide d'un document CERFA en mairie, sans avoir à formuler de justification. Le dossier doit être déposé à la mairie de son domicile ou de sa naissance. Cette procédure, introduite dans le Code civil par la loi du 2 mars 2022 relative au choix du nom issu de la filiation, devient possible une fois dans sa vie par une simple démarche en mairie,.

## Nom différent porté à l'étranger pour les français binationaux
Toute personne qui justifie d'un nom inscrit sur le registre de l'état civil d'un autre État peut demander à l'officier de l'état civil dépositaire de son acte de naissance établi en France son changement de nom en vue de porter le nom acquis dans cet autre État. Le changement de nom est autorisé par l'officier de l'état civil, qui le consigne dans le registre de naissance en cours (l'article 61-3-1 du Code civil).
De même, les décisions de changement de prénoms et de nom régulièrement acquises à l'étranger sont portées en marge des actes de l'état civil sur instructions du procureur de la République (l'article 61-4 du Code civil). Le nom peut changer en cas de changement de filiation.
Le changement peut intervenir dans un cas qui a été prévu par la loi du 2 juillet 1923 : relèvement du nom des citoyens morts pour la France. Ceci fut repris dans l’art. 22 de la loi du 4 mars 2002. Les héritiers d’une personne morte pour la patrie sans descendant peuvent demander d’ajouter à leur nom, le nom du défunt. C’est le tribunal de grande instance qui a compétence. Mis à part ce cas, le changement de nom intervient par voie administrative et peut résulter d’un usage prolongé.

### Sources primaires
- Odilon Barrot et al., Recueil général des lois, décrets, ordonnances, etc. : depuis le mois de juin 1789 jusqu’au mois d’août 1830, t. 9, Paris, Administration du Journal des notaires, 1839 (OCLC 35917653, lire en ligne)
- Paul Courbis de Bridiers de Villemor, Dictionnaire des changements de noms - Autorisations par décrets en France - 2010-2020, Patrice du Puy, mai 2021, 570 p. (ISBN 979-10-90452-40-4) - Procédure, statistiques et tables 2010-2020
- Marc Guillaume, « Le Sceau de France, titre nobiliaire et changement de nom », sur Académie des sciences morales et politiques, 3 juillet 2006
- Nicole Lapierre, « Changer de nom », Communications, no 49,‎ 1989, p. 149-160 (DOI 10.3406/comm.1989.1744)
- Anne Lefebvre-Teillard, « Le nom propre et la loi », Mots : Les langages du politique, vol. 63, no 1,‎ 2000, p. 9-18 (DOI 10.3406/mots.2000.2201)
- Henri de Richemont, « Proposition de loi relative au nom patronymique », sur Sénat, 19 février 2002
- Pierre-Alexandre de Sémainvile, Code de la noblesse française : Précis de la législation sur les titres, épithètes, noms, particules nobiliaires et honorifiques, les armoiries, etc., Paris, 1860 (OCLC 458785697, lire en ligne)
- Jean-Baptiste Sirey, Jurisprudence de la cour de cassation de 1791 à 1813, t. III : Additions au tome III, Laporte, 1822 (OCLC 936233283, lire en ligne)
- Collection Complète des lois, décrets, ordonnances, règlemens et avis du conseil d'état depuis 1788 et jusques et y compris 1824, t. 6, p. 350 - Décret du 26 brumaire an II
- Collection Complète des lois, décrets, ordonnances, règlemens et avis du conseil d'état depuis 1788 et jusques et y compris 1824, t. 7, p. 252 - Décret du 6 fructidor an II